# Ga Văn Phú
Ga Văn Phú là một nhà ga xe lửa tại thành phố Yên Bái, tỉnh Yên Bái. Nhà ga là một điểm của đường sắt Hà Nội - Lào Cai và nối với ga Đoan Thượng với ga Yên Bái.